# E576 (európai út)

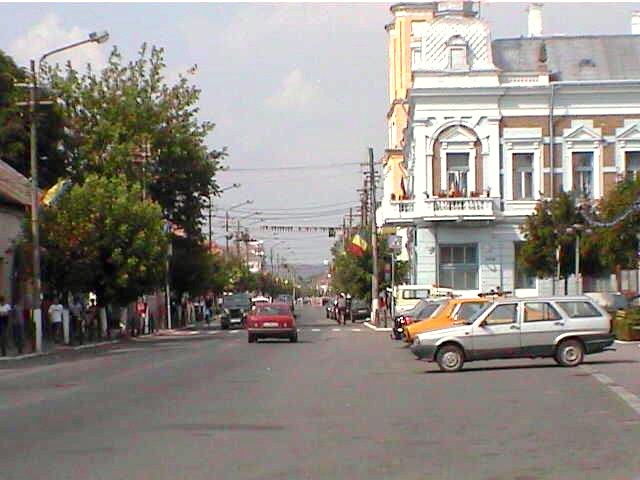
Az E576 Szamosújvárnál

Az E576 európai út Romániában, Erdély északi részén található, Kolozsvárt köti össze Déssel, a Kis-Szamos völgyén keresztül. Mindössze 60 km hosszú, így egyike a legrövidebb európai utaknak. A romániai útszámozás szerint a DN1C országút nyomvonalán halad.
Páros számú európai út, de észak-déli irányú (az európai utak számozási szabályai szerint a páros számmal rendelkezők nyugat-kelet irányban haladnak). Ez azzal magyarázható, hogy korábban Kolozsvártól a bukovinai Szucsáváig tartott (így nyugat-kelet irányú volt), de a Dés–Szucsáva szakaszt az E58-hoz csatolták.

## Érintett települések
| Település         | km |
| Kolozsvár         | 0  |
| Szamosszentmiklós | 10 |
| Apahida           | 13 |
| Zsukiménes        | 20 |
| Válaszút          | 26 |
| Bonchida          | 28 |
| Szamosjenő        | 32 |
| Nagyiklód         | 35 |
| Dengeleg          | 39 |
| Kérőfürdő         | 43 |
| Szamosújvár       | 45 |
| Széplak           | 49 |
| Néma              | 52 |
| Dés               | 58 |
| E58               | 60 |